# Biathlon na Zimowych Igrzyskach Olimpijskich 2022
Biathlon na Zimowych Igrzyskach Olimpijskich 2022 – jedna z dyscyplin rozgrywanych podczas igrzysk w dniach 5–19 lutego 2022 w Kuyangshu Nordic Center and Biathlon Center, w północnej części Chińskiej Republiki Ludowej. Podczas igrzysk zawodnicy i zawodniczki rywalizowali w 11 konkurencjach: biegu indywidualnym, sprinterskim, pościgowym, masowym i sztafetowym kobiet i mężczyzn oraz biegu sztafet mieszanych.

## Terminarz
| Data      | Godzina                         | Konkurencja                               | Mistrz IO 2018       |
| --------- | ------------------------------- | ----------------------------------------- | -------------------- |
| 5 lutego  | 17:00 (UTC+08:00) / 10:00 (CET) | Sztafeta mieszana (2 x 6 km + 2 x 7,5 km) | Francja              |
| 7 lutego  | 17:00 (UTC+08:00) / 10:00 (CET) | Bieg indywidualny kobiet (15 km)          | Hanna Öberg          |
| 8 lutego  | 16:30 (UTC+08:00) / 09:30 (CET) | Bieg indywidualny mężczyzn (20 km)        | Johannes Thingnes Bø |
| 11 lutego | 17:00 (UTC+08:00) / 10:00 (CET) | Sprint kobiet (7,5 km)                    | Laura Dahlmeier      |
| 12 lutego | 17:00 (UTC+08:00) / 10:00 (CET) | Sprint mężczyzn (10 km)                   | Arnd Peiffer         |
| 13 lutego | 17:00 (UTC+08:00) / 10:00 (CET) | Bieg pościgowy kobiet (10 km)             | Laura Dahlmeier      |
| 13 lutego | 18:45 (UTC+08:00) / 11:45 (CET) | Bieg pościgowy mężczyzn (12,5 km)         | Martin Fourcade      |
| 15 lutego | 17:00 (UTC+08:00) / 10:00 (CET) | Sztafeta mężczyzn (4 x 7,5 km)            | Szwecja              |
| 16 lutego | 15:45 (UTC+08:00) / 08:45 (CET) | Sztafeta kobiet (4 x 6 km)                | Białoruś             |
| 18 lutego | 15:00 (UTC+08:00) / 08:00 (CET) | Bieg masowy kobiet (12,5 km)              | Anastasija Kuźmina   |
| 18 lutego | 17:00 (UTC+08:00) / 10:00 (CET) | Bieg masowy mężczyzn (15 km)              | Martin Fourcade      |

## Medaliści
| Konkurencja                | Złoto                                                                                        | Czas      | Srebro | Czas      | Brąz | Czas      |
| Sprint mężczyzn            | Johannes Thingnes Bø                                                                         | 24:00,4   | Quentin Fillon Maillet                                                                                       | 24:25,9   | Tarjei Bø                                                                                                 | 24:39,3   |
| Sprint kobiet              | Marte Olsbu Røiseland                                                                        | 20:44,3   | Elvira Öberg                                                                                                 | 21:15,2   | Dorothea Wierer                                                                                           | 21:21,5   |
| Bieg pościgowy mężczyzn    | Quentin Fillon Maillet                                                                       | 39:07,5   | Tarjei Bø | 39:36,1   | Eduard Łatypow                                                                                            | 39:42,8   |
| Bieg pościgowy kobiet      | Marte Olsbu Røiseland                                                                        | 34:46,9   | Elvira Öberg                                                                                                 | 36:23,4   | Tiril Eckhoff                                                                                             | 36:35,6   |
| Bieg indywidualny mężczyzn | Quentin Fillon Maillet                                                                       | 48:47,4   | Anton Smolski                                                                                                | 49:02,2   | Johannes Thingnes Bø                                                                                      | 49:18,5   |
| Bieg indywidualny kobiet   | Denise Herrmann                                                                              | 44:12,7   | Anaïs Chevalier-Bouchet                                                                                      | 44:22,1   | Marte Olsbu Røiseland                                                                                     | 44:28,0   |
| Bieg masowy mężczyzn       | Johannes Thingnes Bø                                                                         | 38:14,4   | Martin Ponsiluoma                                                                                            | 38:54,7   | Vetle Sjåstad Christiansen                                                                                | 39:26,9   |
| Bieg masowy kobiet         | Justine Braisaz-Bouchet                                                                      | 40:18,0   | Tiril Eckhoff                                                                                                | 40:33,3   | Marte Olsbu Røiseland                                                                                     | 40:52,9   |
| Sztafeta mężczyzn          | Norwegia Sturla Holm Lægreid · Tarjei Bø · Johannes Thingnes Bø · Vetle Sjåstad Christiansen | 1:19:50,2 | Francja Fabien Claude · Émilien Jacquelin · Simon Desthieux · Quentin Fillon Maillet                         | 1:20:17,6 | Rosyjski Komitet Olimpijski Said Karimułła Chalili · Aleksandr Łoginow · Maksim Cwietkow · Eduard Łatypow | 1:20:35,5 |
| Sztafeta kobiet            | Szwecja Linn Persson · Mona Brorsson · Hanna Öberg · Elvira Öberg                            | 1:11:03,9 | Rosyjski Komitet Olimpijski Irina Kazakiewicz · Kristina Riezcowa · Swietłana Mironowa · Uljana Nigmatullina | 1:11:15,9 | Niemcy Vanessa Voigt · Vanessa Hinz · Franziska Preuß · Denise Herrmann                                   | 1:11:41,3 |
| Sztafeta mieszana          | Norwegia Marte Olsbu Røiseland · Tiril Eckhoff · Tarjei Bø · Johannes Thingnes Bø            | 1:06:45,6 | Francja Anaïs Chevalier · Julia Simon · Émilien Jacquelin · Quentin Fillon Maillet                           | 1:06:46,5 | Rosyjski Komitet Olimpijski Uljana Nigmatullina · Kristina Riezcowa · Aleksandr Łoginow · Eduard Łatypow  | 1:06:47,1 |

## Klasyfikacja medalowa
| Miejsce | Państwo                     | złoto | srebro | brąz | Razem |
| ------- | --------------------------- | ----- | ------ | ---- | ----- |
| 1.      | Norwegia                    | 6     | 2      | 6    | 14    |
| 2.      | Francja                     | 3     | 4      | 0    | 7     |
| 3.      | Szwecja                     | 1     | 3      | 0    | 4     |
| 4.      | Niemcy                      | 1     | 0      | 1    | 2     |
| 5.      | Rosyjski Komitet Olimpijski | 0     | 1      | 3    | 4     |
| 6.      | Białoruś                    | 0     | 1      | 0    | 1     |
| 7.      | Włochy                      | 0     | 0      | 1    | 1     |